# Bourg-et-Comin
Bourg-et-Comin är en kommun i departementet Aisne i regionen Hauts-de-France i norra Frankrike. Kommunen ligger  i kantonen Craonne som ligger i arrondissementet Laon. År 2022 hade Bourg-et-Comin 809 invånare.

## Befolkningsutveckling
Antalet invånare i kommunen Bourg-et-Comin
Referens: INSEE